# معيني الوجوه

معيني الوجوه

معيني الوجوه أو معيني الأوجه أو الموشور المعيني أو الموشور معيني الأوجه هو موشور يتكون من ستة أوجه على هيئة معيّنات. بالتالي فهو شكل ثلاثي الأبعاد ويعد شكلاً خاصاً من أشكال متوازي الوجوه، إذ أن الأضلاع جميعها ذات أطوال متساوية؛ بالتالي فهو موشور منتظم.